# Free Beer

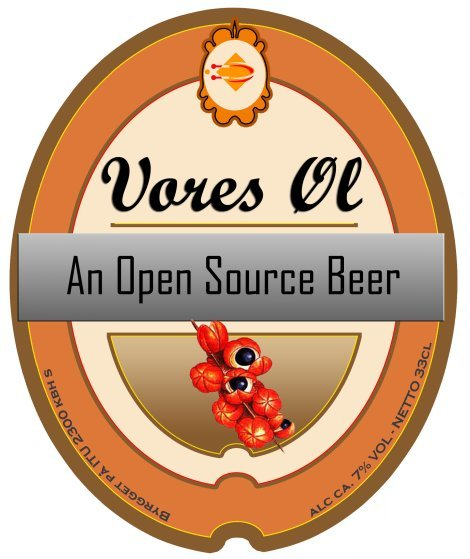
Etiqueta da Vores Øl.

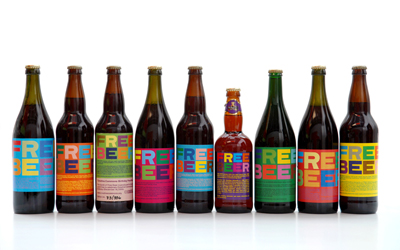
Free Beers from 2007.

Free Beer (anteriormente: Vores Øl (Nossa Cerveja em dinamarquês) é apresentada como a primeira cerveja de código aberto. Atualmente é um dos projetos do grupo Superflex, concebido em 2004 sob licença Creative Commons com desenvolvimento contínuo.